# 하라다 무네토키
하라다 무네토키(일본어: 原田宗時, 1565년(에이로쿠 8년) ~ 1593년 음력 7월(분로쿠 2년)는 아즈치모모야마 시대의 무장이다. 다테 씨의 가신이다. 통칭은 사마노스케(左馬之助)이다.

## 참고 문헌
- 歴史群像編集部編『戦国時代人物事典』「原田宗時」の項（学習研究社、2009年） ISBN 4-05-404290-2
- 『伊達治家記録』